# 広島電鉄宮島線
宮島線（みやじません）は、広島県広島市西区の広電西広島（己斐）駅から広島県廿日市市の広電宮島口駅に至る、広島電鉄の鉄道路線である。

## 概要
広島電鉄の路線の中で唯一鉄道事業法が適用される鉄道線である。ほとんどの電車が広電西広島（己斐）駅を越えて、軌道線の市内線（本線・宇品線）と直通運転を行っている。イギリスの非営利団体であるライトレール交通協会 (LRTA) は本路線をライトレール (LRT) に位置づけているが、市中心部を併用軌道で走るトラムトレインの性格をも有する。
終点の広電宮島口駅で世界遺産・厳島神社がある厳島への宮島航路と連絡している。
全区間が西日本旅客鉄道（JR西日本）山陽本線とほぼ並行するが、JRの1駅間に広電は2 - 4駅ある。また、JRと異なり、本路線は市内線に乗り入れることで、広島市の中心市街地である紙屋町・八丁堀に乗り換えなしでアクセスが可能である。
駅ナンバリングで使われる路線記号はMで、番号は直通運転している本線と一体で振られている。かつてはラインカラーとして本線と同一の緑色（■）が使われていた。

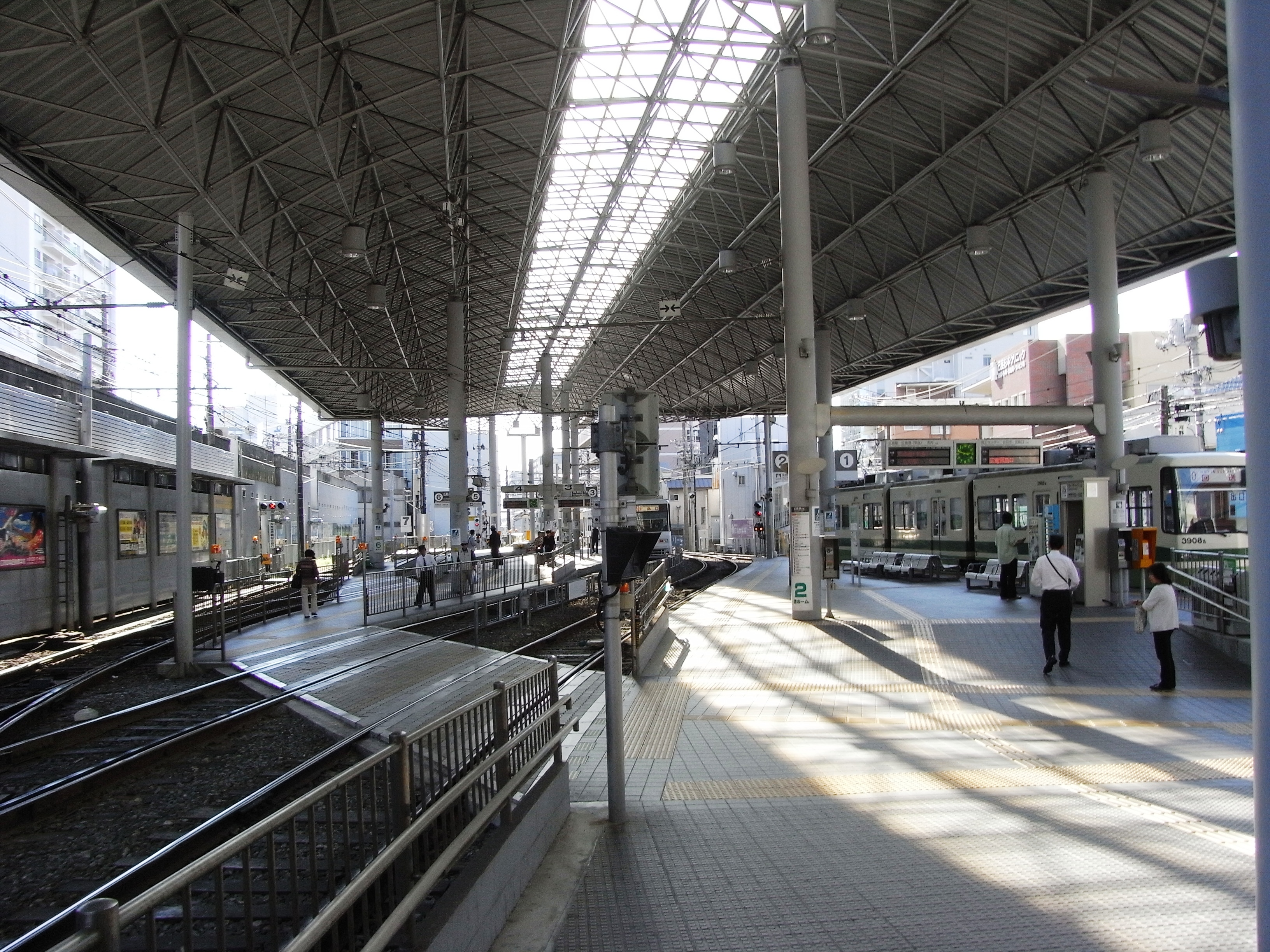
宮島線東端の駅である広電西広島（己斐）駅
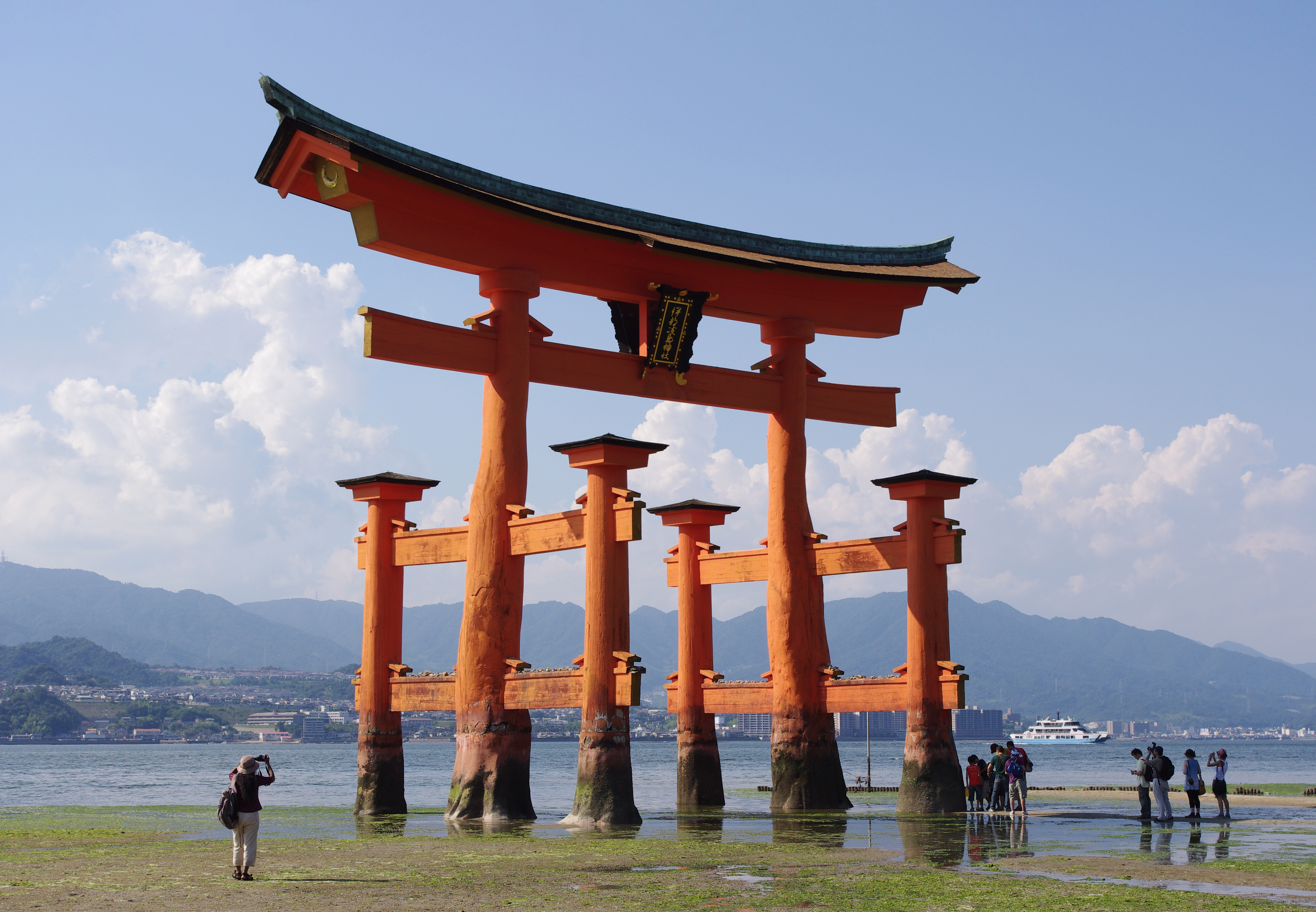
西端の広電宮島口駅を最寄り駅とする厳島神社
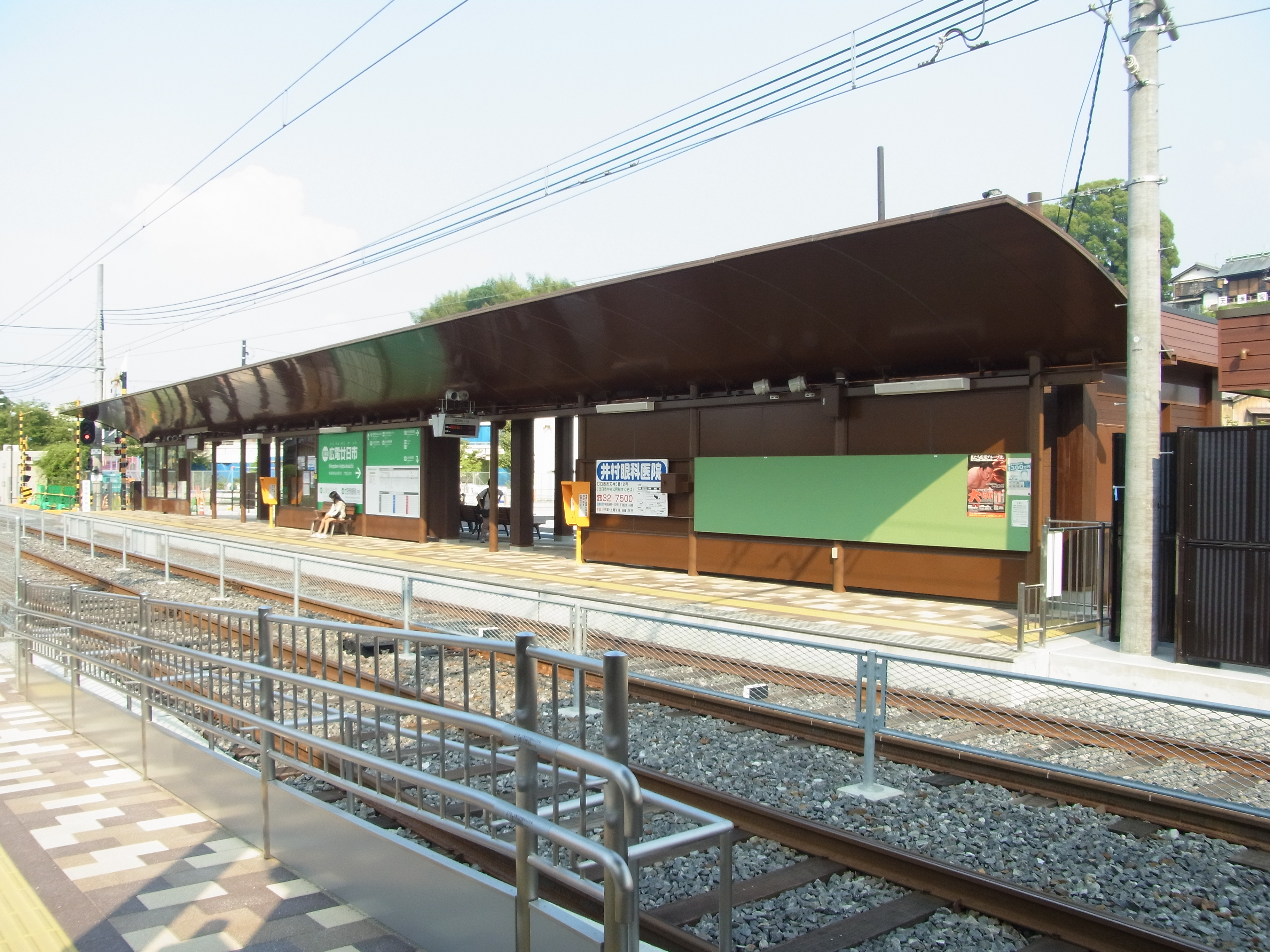
改築された広電廿日市（平良）駅

### 路線データ
- 路線距離（営業キロ）：16.1 km
- 軌間：1435 mm
- 駅数：22駅（起終点駅・臨時駅含む）
- 複線区間：全線
- 電化区間：全線（直流600 V）
- 閉塞方式：自動閉塞式
- 最高速度：60 km/h[1]

## 運行形態
9割超の電車が「2号線」として運行されている。本線直通の広島駅 - 広電宮島口間の運転が基本だが、朝方を中心に荒手車庫からの出庫を兼ねた商工センター入口始発、さらに線内折り返し運転（広電西広島、JA広島病院前、広電廿日市の各駅発着）の列車も設定されている。以前は広電五日市および草津発着の列車もあった。また、平日朝に「0号」として宇品線直通の広電本社前行が運行されている。
宮島線内は、日中は10分間隔で毎時6本程度、朝のラッシュ時は最高3分間隔の毎時18本となる。
終日、「ぐりーんらいなー(GreenLiner)」「GREEN MOVER」「Green mover max」などの愛称のついた路面電車タイプの3両連接車、5両連接車が使用されている。現在は全車両が路面電車タイプの車両だが、かつては、線内折り返し運用専用に郊外電車タイプの車両（高床車）が在籍しており、各駅のプラットホームも鉄・軌道の直通運転に使われる路面電車用の低いものと、高床車用の高いものの2つがあった。高床車が運行されなくなった1991年（平成3年）8月8日以降、高いプラットホームはほとんどの駅で撤去されたものの、一部の駅に残っている。
正月三が日の昼間時間帯においては従来の2号線（広島駅 - 八丁堀 - 広電西広島 - 広電宮島口）はやや減便されるが、広電西広島・商工センター入口 - 広電宮島口間の区間列車も多数運転される。また、宮島競艇開催時には商工センター入口 - 広電宮島口間の臨時列車が運転されることがある。かつては宮島競艇の開催もしくは場外発売が行われるすべての日に西広島 - 広電宮島口（もしくは競艇場前駅）まで運行され、運賃は無料だった。

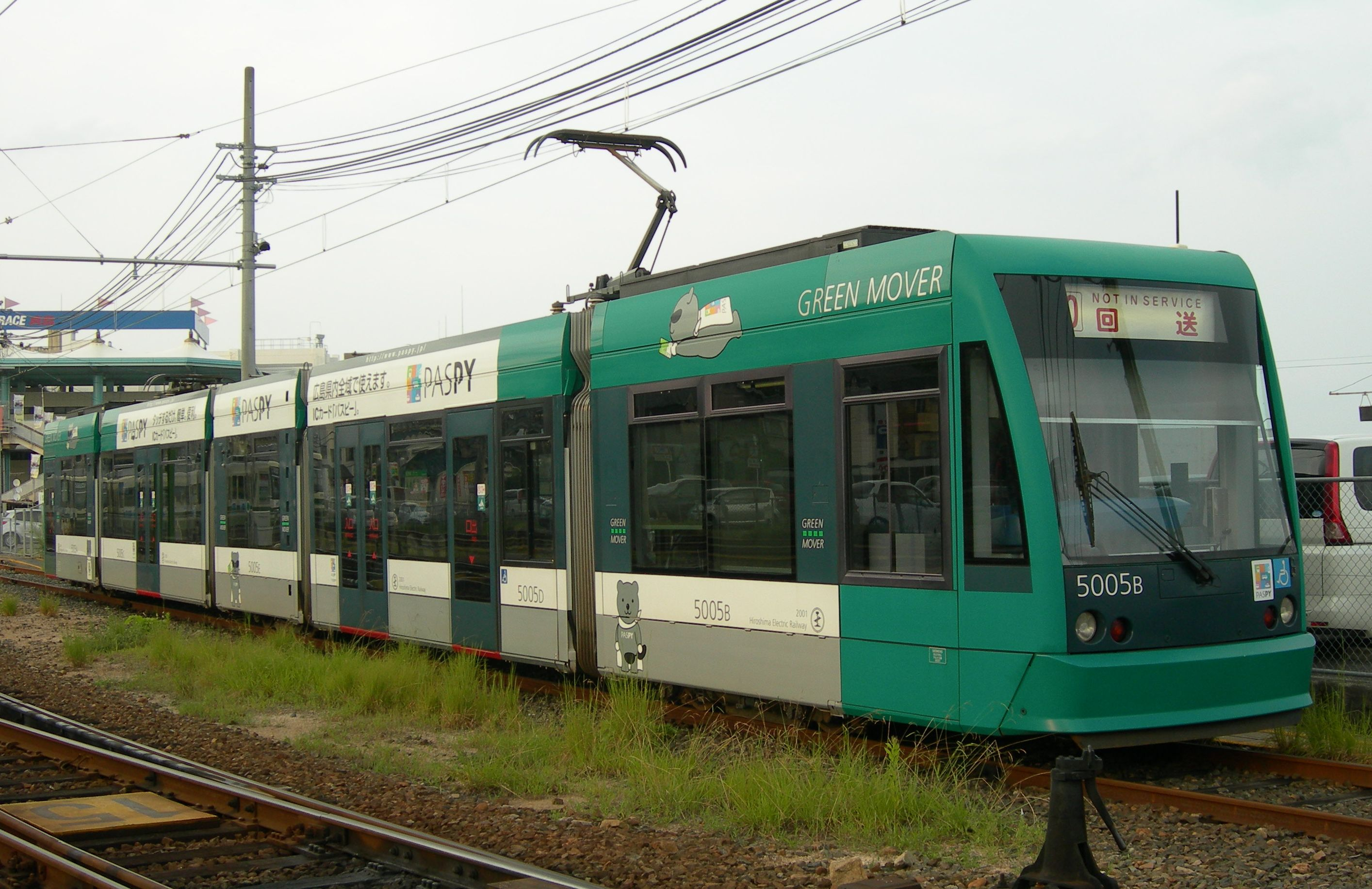
宮島線の主力車両5000形
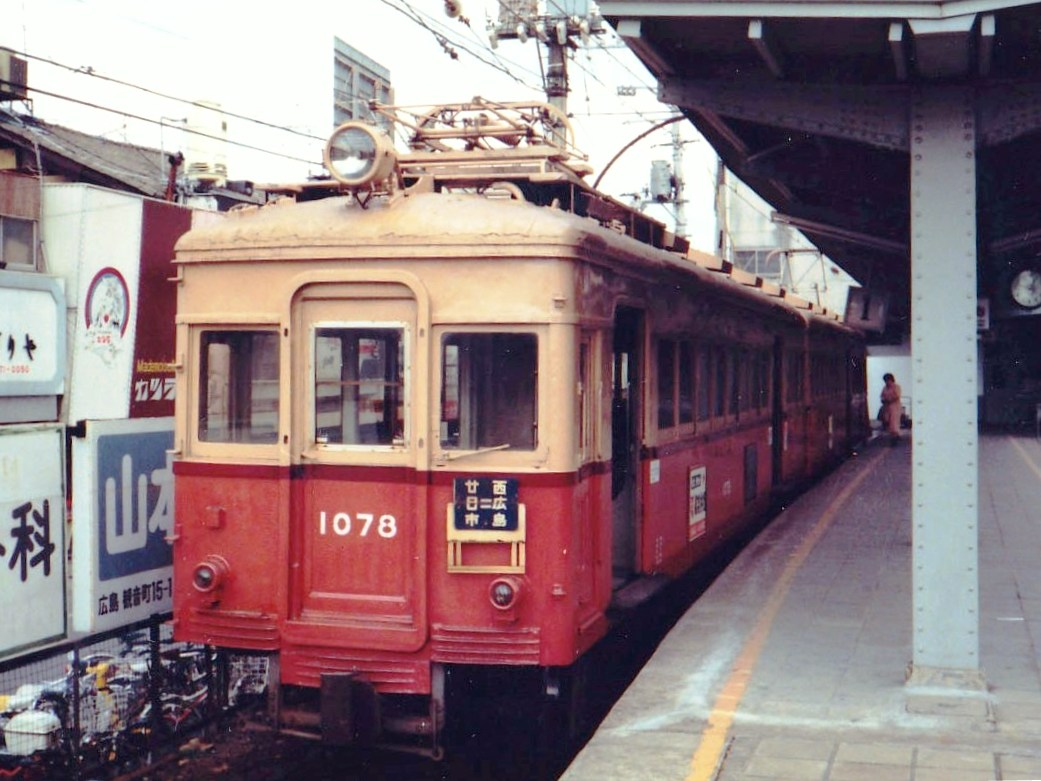
かつて宮島線を走っていた「高床車」と呼ばれる鉄道車両
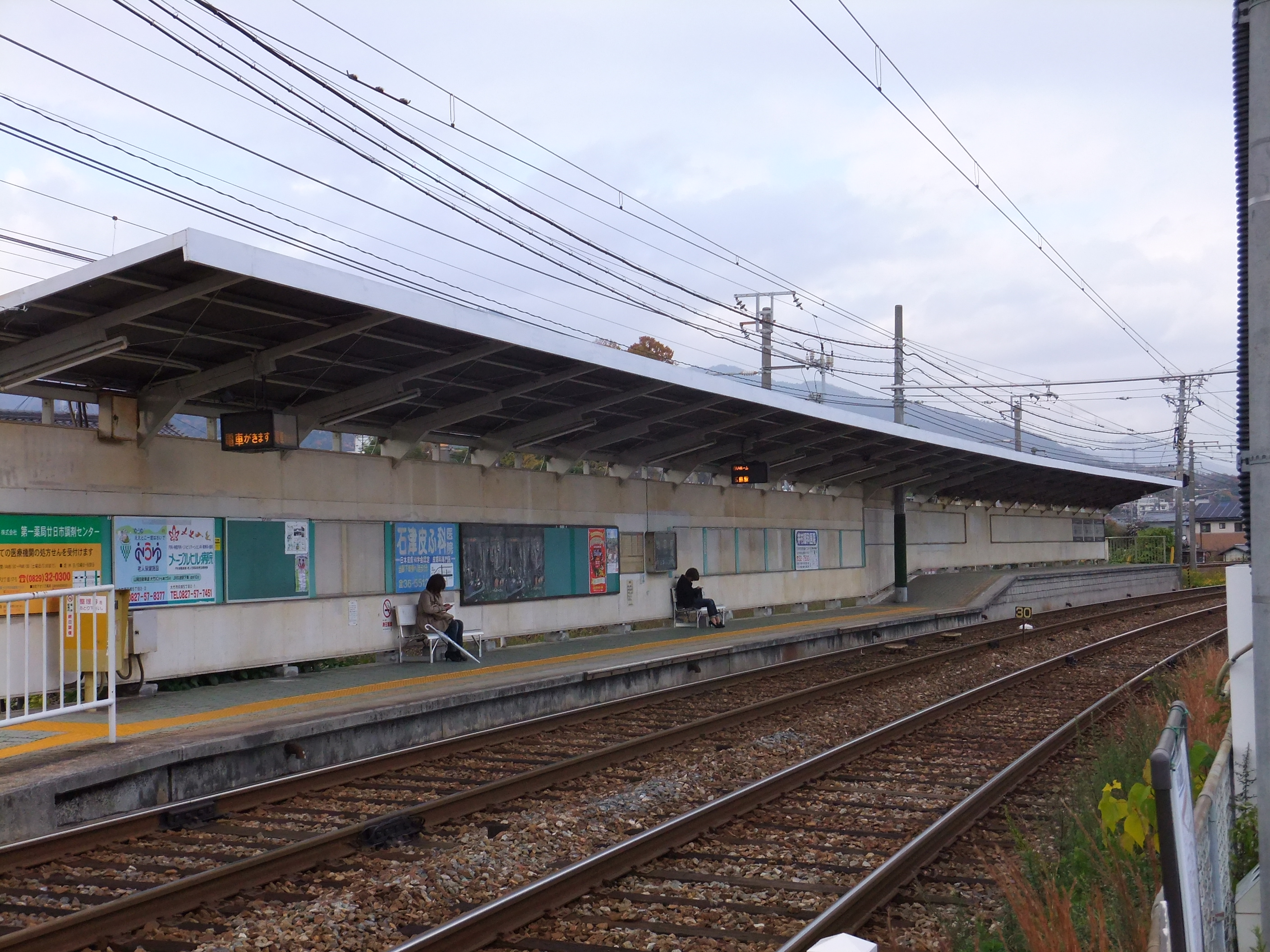
現在でも高いホームが残る地御前駅
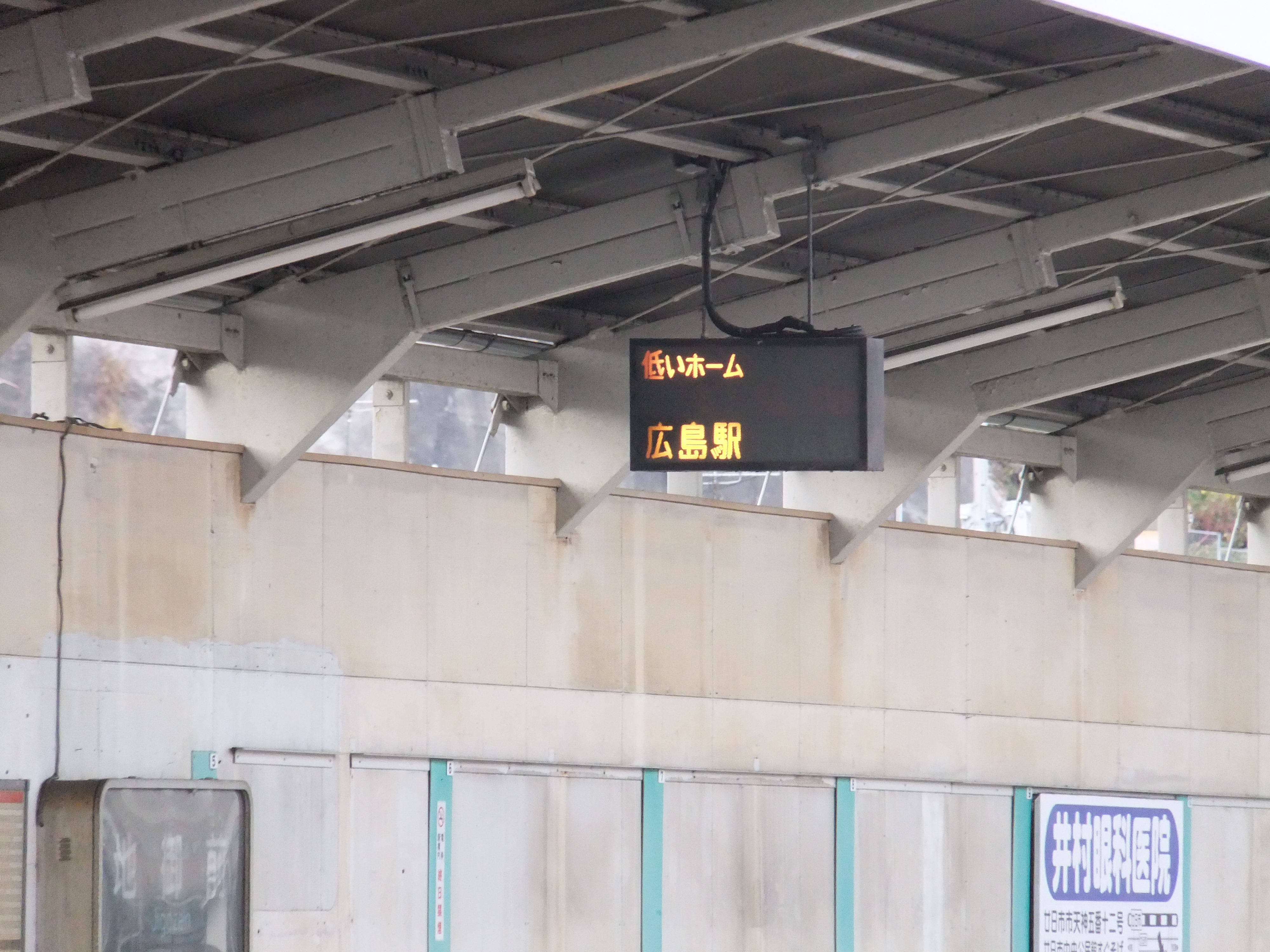
ごく一部の駅では「低いホーム」と表示され高床車が走っていた名残がある。 現在は新型LED案内装置へ更新された。

### 急行運転計画
2003年（平成15年）5月24日の中国新聞で、広電が宮島線の急行運転を計画していることが報道された。急行運転は2次計画に分けて進められ、第1次計画は、広電西広島 - 商工センター入口間で運転を開始。事業費約4億円をかけ、商工センター入口駅東側に隣接した広電社有地に待避線を設置し、通勤時間帯に1時間に4本を運転するとした。短縮時間は3分となる。
第2次計画は、商工センター入口 - 広電宮島口間で運転を行う。廿日市駅東側の社有地に待避線を設け、全線での急行運転によって6分の短縮が実現できるとした。
その後、待避線ではなく複線の間に渡り線を設けて経費削減をする案などが出たが、進展が無く、2019年（令和元年）現在も急行運転は実現していない。
鉄道ピクトリアル1965年7月増刊号『私鉄車輌めぐり 第6分冊』や、それの復刻版『私鉄車両めぐり山陽・山陰』によると1960年代には実際に急行が運行されており、朝夕ラッシュ時に運転されていた通勤急行の停車駅は広電西広島 - 広電五日市間では草津のみの停車。観光シーズンに運転されていた急行の停車駅は、広電宮島・広電廿日市・楽々園・広電五日市・草津・西広島であった。

## 歴史

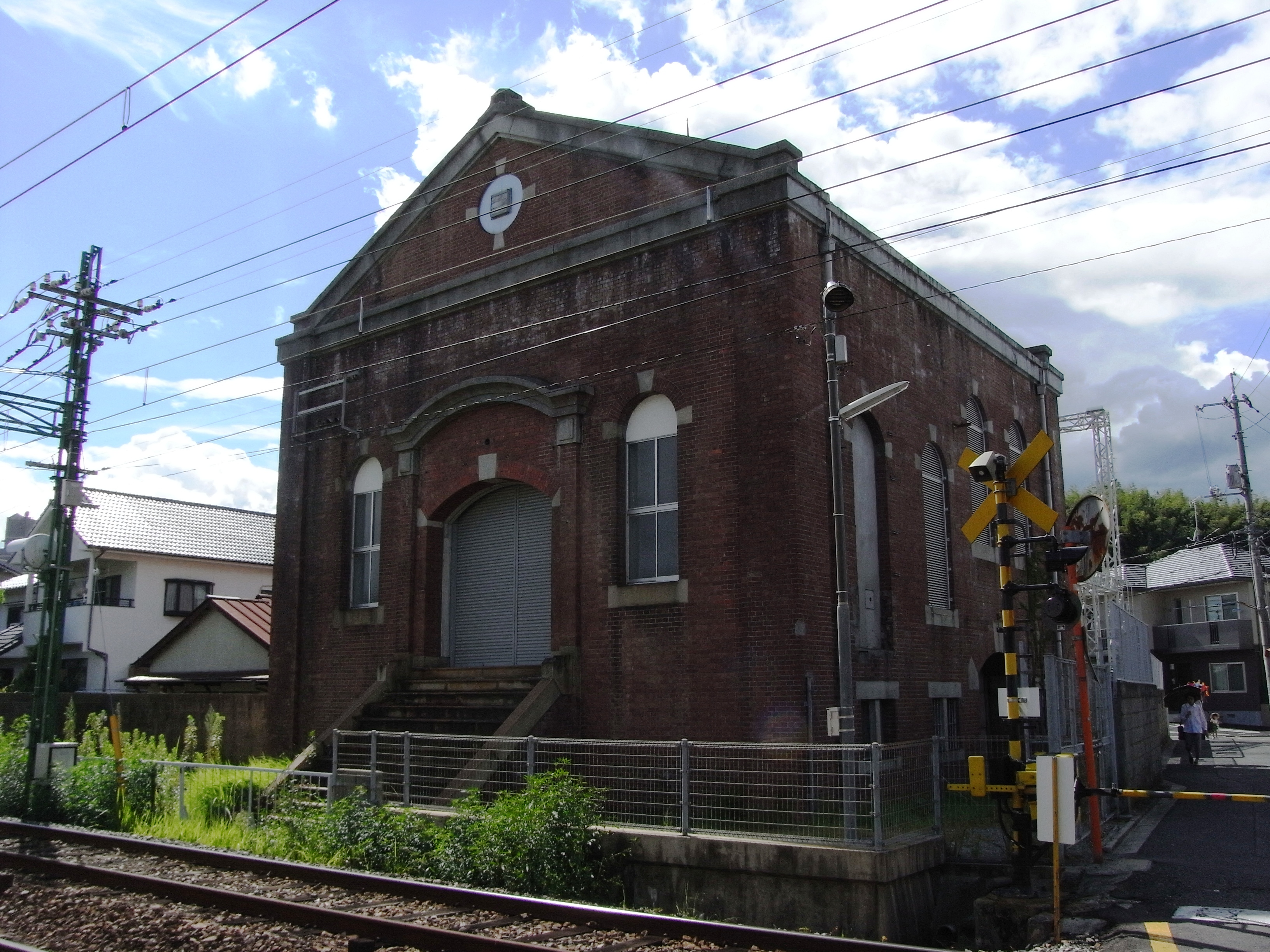
旧・廿日市変電所（2009年解体）

- 1922年（大正11年）8月22日：己斐町 - 草津町間が開業[6][7]。
- 1924年（大正13年）
  - 4月 宮島線で自動閉塞式が採用[8]。
  - 4月6日：草津町 - 廿日市町間が開業[9]。
- 1925年（大正14年）7月15日：廿日市町 - 地御前間が開業[10][注釈 1][11]。
- 1926年（大正15年）7月15日：地御前 - 新宮島（現在の地御前 - 阿品東間にあった。のちに廃止）間が開業[6][12][注釈 2][11]。
- 1931年（昭和6年）2月1日：新宮島 - 電車宮島間が開業し全通[6]。[13]、新宮島駅廃止、阿品駅開業、己斐町駅を西広島駅に、五日市町駅を電車五日市駅に、廿日市町駅を電車廿日市駅に改称。
- 1932年（昭和7年）：宮島線に踏切警報機が採用[14]。
- 1935年（昭和10年）12月1日：塩浜駅開業、隅ノ浜駅廃止。
- 1936年（昭和11年）9月8日：塩浜駅を楽々園駅に改称。
- 1941年（昭和16年）4月17日：実践女学校前駅開業。
- 1944年（昭和19年）7月21日：皆実線敷設のため、電車廿日市 - 電車宮島間の下り線を撤去し、単線となる。
- 1947年（昭和22年）4月1日：実践女学校前駅を鈴峯女専前駅に改称。
- 1950年（昭和25年）
  - 草津町駅を草津駅に改称。
  - 6月1日：鈴峯女専前駅を鈴峯女子大前駅に改称。
  - 7月24日：電車廿日市 - 電車宮島間が複線に戻る。
  - 11月24日：山陽女学園駅開業。
- 1951年（昭和26年）9月1日：荒手駅を中央魚市場前駅に改称。
- 1954年（昭和29年）
  - 1月1日：阿品駅を地御前県病院前駅に改称。
  - 10月31日：（臨）競艇場前駅開業。
- 1958年（昭和33年）
  - 3月：貸し切り運用による市内線との直通運転開始。当初使用の車両は550型551号車と850型（現350型）
  - 6月20日 広島駅前（現・広島駅）・宇品十三丁目（現・宇品二丁目） - 草津間で午前ラッシュ時のみ直通運転を開始。
- 1959年（昭和34年）1月1日：初詣輸送として、4日まで市内線と宮島線の直通運転を実施。
- 1960年（昭和35年）8月11日：井口病院前駅開業。
- 1961年（昭和36年）
  - 2月8日：宮島線の全駅に低床ホームが完成。
  - 6月1日：電車五日市駅を広電五日市駅に、電車廿日市駅を広電廿日市駅に、電車宮島駅を広電宮島駅に改称。
- 1962年（昭和37年）1月10日：広電西広島駅が現在の場所に移転。恒常ダイヤで広島駅前 - 広電廿日市間の直通運転開始。この時に用意された車両は、550型551号車、850型、2000形、2500形。
- 1963年（昭和38年）
  - 4月1日：山陽女学園駅を山陽女子大前駅に改称。
  - 5月6日：市内線・宮島線直通運転区間を広電宮島まで延長。
- 1964年（昭和39年）8月13日 東高須駅開業。
- 1965年（昭和40年）
  - この年以降：中央魚市場前駅を中央市場前駅に、井ノ口駅を井口駅に改称。
  - 7月20日：楽々園駅を楽々園遊園地駅に改称。
- 1969年（昭和44年）10月1日：西広島駅を広電西広島駅に改称。
- 1971年（昭和46年）
  - 2月17日：草津駅の駅舎が火災で全焼。
  - 9月1日：楽々園遊園地駅を楽々園駅に改称。
  - 10月頃：井口病院前駅を荒手車庫前駅に改称。
- 1972年（昭和47年）3月1日：地御前県病院前駅を阿品駅に改称。
- 1978年（昭和53年）8月1日：田尻駅開業。
- 1979年（昭和54年）11月1日：中央市場前駅を草津南駅に、荒手車庫前駅を商工センター入口駅に改称。
- 1984年（昭和59年）11月1日：平良駅開業[15]。
- 1987年（昭和62年）3月27日：佐伯区役所前駅開業[16]。
- 1991年（平成3年）8月7日：宮島線専用車（高床車）運行終了、翌日より路面電車タイプに統一。
- 1998年（平成10年）9月1日：JA広島病院前駅開業。
- 1999年（平成11年）
  - 6月9日：GREEN MOVER運行開始
  - 8月17日：朝ラッシュ時にJA広島病院前駅折り返し電車を設定、同時に広電廿日市駅折り返し電車を廃止[17]。
- 2001年（平成13年）11月1日：広電西広島駅を本線の己斐停留場と統合し、広電西広島（己斐）駅に改称。このほか阿品駅を阿品東駅に、田尻駅を広電阿品駅に、広電宮島駅を広電宮島口駅に改称。
- 2003年（平成15年）4月20日：平日午前ラッシュ時の宮島線からの宇品二丁目行きが広島港まで延伸され、折り返し運行として広島港発広電宮島口行きを運行開始
- 2004年（平成16年）4月：広電五日市・楽々園・広電廿日市の各駅の定期券窓口での常備券の取扱いを終了。
- 2005年（平成17年）8月29日：午前・午後ラッシュ時の前中車掌を廃止、主要駅に集札員を配置。
- 2006年（平成18年）6月1日：平良駅を廿日市市役所前（平良）駅に改称。
- 2009年（平成21年）
  - 10月17日：宮島線全駅でICカードPASPY導入。
  - 10月26日：ダイヤ改正により、平日午前ラッシュ時の宮島線からの日赤病院前行き、平日午前中の広島港発広電宮島口行き、平日夕方の商工センター入口発広電本社前行き、広電本社前発広電宮島口行きが廃止となる（宮島線からの直通電車の折り返し運行は広電西広島までに短縮された）。
- 2013年（平成25年）11月11日：ダイヤ改正により、平日午前ラッシュ時の宮島線から広島港までの直通電車がなくなる（宮島線から宇品線への直通運行はすべて広電本社前行きとなる）。
- 2015年（平成27年）4月1日：鈴峯女子大前駅を修大附属鈴峯前駅に改称。
- 2019年（平成31年）4月1日：修大附属鈴峯前駅を修大協創中高前駅、山陽女子大前駅を山陽女学園前駅、競艇場前駅（臨時駅）を宮島ボートレース場駅に改称[18]。
- 2022年（令和4年）7月2日：広電宮島口駅を海側に移設[19]。同日は始発から14時頃までJA広島病院前 - 広電宮島口間を全列車運休し（無料代行バスを運行）[20]、14時頃から新駅の供用を開始。

## 駅一覧
- 全駅とも広島県内に所在。
- 全線を2号線のみが経由。

| 番号         | 停留場名                   | 駅間 実キロ  | 営業キロ     | 営業キロ     | 接続路線・備考 | 所在地                             | 所在地                             |
| 番号         | 停留場名                   | 駅間 実キロ  | 駅間         | 累計         | 接続路線・備考 | 所在地                             | 所在地                             |
| ------------ | -------------------------- | ------------ | ------------ | ------------ | --- | ---------------------------------- | ---------------------------------- |
| 直通運転区間 | 直通運転区間               | 直通運転区間 | 直通運転区間 | 直通運転区間 | 本線 紙屋町・八丁堀経由 広島駅まで                                                                                                | 本線 紙屋町・八丁堀経由 広島駅まで | 本線 紙屋町・八丁堀経由 広島駅まで |
| M18          | 広電西広島（己斐）駅       | -            | -            | 0.0          | 広島電鉄： 本線 · 西日本旅客鉄道： 山陽本線（西広島駅：JR-R04）                                                                   | 広島市                             | 西区                               |
| M19          | 東高須駅                   | 0.998        | 1.0          | 1.0          | | 広島市                             | 西区                               |
| M20          | 高須駅                     | 0.370        | 0.4          | 1.4          | | 広島市                             | 西区                               |
| M21          | 古江駅                     | 0.695        | 0.7          | 2.1          | | 広島市                             | 西区                               |
| M22          | 草津駅                     | 0.824        | 0.8          | 2.9          | | 広島市                             | 西区                               |
| M23          | 草津南駅                   | 0.573        | 0.6          | 3.5          | | 広島市                             | 西区                               |
| M24          | 商工センター入口駅         | 0.700        | 0.7          | 4.2          | 西日本旅客鉄道： 山陽本線（新井口駅：JR-R05）                                                                                     | 広島市                             | 西区                               |
| M25          | 井口駅                     | 0.679        | 0.6          | 4.8          | | 広島市                             | 西区                               |
| M26          | 修大協創中高前駅           | 1.175        | 1.2          | 6.0          | | 広島市                             | 西区                               |
| M27          | 広電五日市駅               | 0.626        | 0.6          | 6.6          | 西日本旅客鉄道： 山陽本線（五日市駅：JR-R06）                                                                                     | 広島市                             | 佐伯区                             |
| M28          | 佐伯区役所前駅             | 0.600        | 0.6          | 7.2          | | 広島市                             | 佐伯区                             |
| M29          | 楽々園駅                   | 0.920        | 0.9          | 8.2          | | 広島市                             | 佐伯区                             |
| M30          | 山陽女学園前駅             | 1.059        | 1.1          | 9.2          | | 廿日市市                           | 廿日市市                           |
| M31          | 広電廿日市駅               | 0.715        | 0.7          | 9.9          | 西日本旅客鉄道： 山陽本線（廿日市駅：JR-R07）                                                                                     | 廿日市市                           | 廿日市市                           |
| M32          | 廿日市市役所前（平良）駅   | 0.736        | 0.8          | 10.7         | | 廿日市市                           | 廿日市市                           |
| M33          | 宮内駅                     | 0.791        | 0.8          | 11.5         | 西日本旅客鉄道： 山陽本線（宮内串戸駅：JR-R08）                                                                                   | 廿日市市                           | 廿日市市                           |
| M34          | JA広島病院前駅             | 0.435        | 0.4          | 11.9         | | 廿日市市                           | 廿日市市                           |
| M35          | 地御前駅                   | 0.471        | 0.5          | 12.4         | | 廿日市市                           | 廿日市市                           |
| M36          | 阿品東駅                   | 1.544        | 1.5          | 13.9         | | 廿日市市                           | 廿日市市                           |
| M37          | 広電阿品駅                 | 0.663        | 0.7          | 14.6         | 西日本旅客鉄道： 山陽本線（阿品駅：JR-R09）                                                                                       | 廿日市市                           | 廿日市市                           |
| -            | （臨）宮島ボートレース場駅 | 1.527        | 1.3          | 15.9         | | 廿日市市                           | 廿日市市                           |
| M38          | 広電宮島口駅               | 1.527        | 0.2          | 16.1         | 西日本旅客鉄道： 山陽本線（宮島口駅：JR-R10） 宮島松大汽船：宮島航路（宮島口桟橋） JR西日本宮島フェリー：宮島連絡船（宮島口桟橋） | 廿日市市                           | 廿日市市                           |

- 駅番号は本線からの通し番号である。

## 運賃
2025年2月1日からは、全区間一律240円均一（小児120円均一）。
2025年1月31日までの大人普通旅客運賃（小児半額・10円未満切り上げ）は以下の通り。運賃後払い方式。
| キロ程    | 運賃（円） |
| --------- | ---------- |
| 初乗り3km | 140        |
| 4 - 6     | 160        |
| 7 - 10    | 190        |
| 11 - 14   | 210        |
| 15 - 17   | 230        |

- 広電五日市 - 広電廿日市間、及び宮内 - 広電阿品間は140円の特定運賃[注釈 3]。
- 市内線にまたがって乗車の場合は、鉄道線の運賃に鉄道線の乗車キロ数に応じた加算額を加算[24]。

| 鉄道線の乗車キロ数 | 加算額（円） | 直通割引運賃（円） |
| ------------------ | ------------ | ------------------ |
| 3kmまで            | 80           | 220                |
| 4 - 6              | 60           | 220                |
| 7 - 10             | 40           | 230                |
| 11 - 14            | 40           | 250                |
| 15 - 17            | 40           | 270                |